# Quách hoàng hậu (Tào Ngụy Minh Đế)
Minh Nguyên hoàng hậu (chữ Hán: 明元皇后; ? - 263), họ Quách, là Hoàng hậu thứ hai của Tào Ngụy Minh Đế Tào Duệ, và là Hoàng thái hậu dưới thời Tào Ngụy Phế Đế Tào Phương, Tào Ngụy Thiếu Đế Tào Mao và Tào Nguỵ Nguyên đế Tào Hoán.

## Thân thế
Nguyên quán của bà ở quận Tây Bình (西平郡; nay là Tây Ninh, Thanh Hải). Dòng họ Quách là gia tộc quyền lực trong vùng. Cha bà là Quách Mãn (郭满), có chú là Quách Lập (郭立) cùng chú họ Quách Chi (郭芝). Dưới thời Hoàng Sơ của Ngụy Văn Đế Tào Phi, chiến sự loạn lạc ở Tây Bình, Tào Phi sai Toàn Thành Thái thú đến bình loạn, Quách thị do đó bị nạp vào hậu cung ở Lạc Dương. Quách thị dung mạo xinh đẹp, thông minh, tính tình hiền dịu, Văn Đế rất đỗi yêu mến. Cũng trong thời gian đó, bà đã gặp gỡ và nảy sinh tình cảm với Hoàng trưởng tử của Văn Đế, Bình Nguyên vương Tào Duệ.
Năm Hoàng Sơ thứ 7 (226), Tào Phi qua đời, Bình Nguyên vương Tào Duệ kế vị, lập Quý tần Mao thị làm Hoàng hậu. Về sau, Tào Duệ dần rất sủng ái vị Quách thị dung mạo xinh đẹp lại biết cử chỉ khiêm nhường, phong làm Phu nhân và dần sủng ái vượt xa Mao hoàng hậu. Cha của bà qua đời sớm, vì thế người chú Quách Lập được phong "Kị đô úy" (骑都尉), Quách Chi làm "Dũng Sĩ Trung lang tướng" (虎贲中郎将). Sau khi được sủng ái khoảng 1 năm, bà sinh ra con gái Tào Thục (曹淑), phong hiệu Bình Nguyên công chúa (平原公主), con gái thứ hai của Tào Duệ. Nhưng đứa bé chỉ sống vài năm thì mất. Bà còn sinh cho Minh Đế thêm 3 vị hoàng tử nhưng đều chết yểu.
Năm Cảnh Sơ nguyên niên (237), Tào Duệ mang Quách phu nhân cùng nhiều tài tử, phi tần ở hậu uyển nghe hát, Quách thị thuyết phục nên mời Mao hoàng hậu, Tào Duệ không cho phép, đặc biệt dặn dò tùy tùng không cho Mao hoàng hậu biết. Nhưng ngày thứ hai, Mao hoàng hậu liền biết nên hỏi Tào Duệ, hôm qua tiệc du lịch ở vườn bắc vườn phải chăng khoái hoạt. Tào Duệ giận dữ, đem tả hữu hơn mười người cùng lúc xử tử. Tháng 9, Tào Duệ đem Mao hoàng hậu ban chết.
Năm Cảnh Sơ thứ 2 (238), tháng 12, Quách phu nhân được Tào Duệ lập làm Hoàng hậu.

## Tấn tôn Thái hậu
Năm Cảnh Sơ thứ 3 (239), ngày 1 tháng 1 (âm lịch), Tào Duệ bạo bệnh, Tề vương Tào Phương mới 8 tuổi được chiếu vị làm Hoàng thái tử, mệnh Thái úy Tư Mã Ý và Đại tướng quân Tào Sảng phụ chính. Cùng ngày đó, Tào Duệ băng hà.
Sau khi Tào Phương kế vị, Quách hoàng hậu được tôn làm Hoàng thái hậu, cư Vĩnh Ninh cung (永寧宮). Cha bà Quách Mãn được truy tặng làm Tây Đô Định hầu (西都定侯), mẹ Đỗ thị làm Cáp Dương quân (郃阳君), con Quách Lập là Quách Kiến (郭建) tập phong Tây Đô hầu; Quách Chi do thời trẻ có công, nên đã phong Tán kỵ Thường thị (散骑常侍), kiêm Trưởng thủy Giáo úy (长水校尉), nay cùng Tuyên Đức tướng quân Quách Lập cùng gia phong Liệt hầu. Anh của Quách Kiến là Quách Đức (郭德) vốn do nhà họ Chân nuôi (nên còn có tên Chân Đức), cùng Quách Kiến làm Trấn hộ Tướng quân (镇护将军), gia phong Liệt hầu, lại kiêm chưởng quân Túc vệ.
Năm Chính Thủy thứ 8 (247), Đại tướng quân Tào Sảng nghe theo Hà Yến, Đặng Dương cùng Đinh Mịch mà tước giam lỏng Thái hậu vào Vĩnh Ninh cung, độc bá triều cương. Năm Gia Bình nguyên niên (249), Thái phó Tư Mã Ý mượn ý chỉ của Quách Thái hậu, phát động Sự biến lăng Cao Bình, lật đổ Tào Sảng.
Năm Gia Bình thứ 6 (254), con trai Tư Mã Ý là Tư Mã Sư ép Quách Thái hậu phế bỏ Tào Phương, lập chú của Ngụy Minh Đế Tào Duệ là Bành Thành vương Tào Cư (曹据), nhưng Quách Thái hậu phản đối do Tào Cư là chú, nếu lên ngôi thì Ngụy Minh Đế sẽ không còn ai tôn thờ phụng tự, và bản thân Quách Thái hậu cũng mất địa vị của mình. Bà cố gắng chuyển hướng sang con trai của Đông Hải vương Tào Lâm (曹霖) - em trai Ngụy Minh Đế tên là Tào Mao.
Tư Mã Sư vì để lấy lòng Thái hậu, đem con gái gả cho đường đệ của bà là Bình Nguyên hầu Quách Đức. Sau này Tư Mã Chiêu chuyên chính, lại ép Quách Thái hậu ban chỉ phế bỏ Tào Mao. Con gái Tư Mã Sư chết sớm, Tư Mã Chiêu lại dùng kế này của anh trai, đem con gái của chính mình (tức Kinh Triệu công chúa (京兆公主)) gả cho Quách Đức làm vợ kế. Vô Khâu Kiệm, Chung Hội về sau phản, đều mượn danh nghĩa Quách Thái hậu. Tư Mã Chiêu sau khi bình định Gia Cát Đản, đã bắt ép Quách Thái hậu lên xe cùng Tào Mao xuất chinh.
Năm Cảnh Nguyên thứ 4 (264), tháng giêng, Quách Thái hậu bệnh mất. Tháng 3, dâng thụy hiệu Minh Nguyên hoàng hậu (明元皇后), cùng Ngụy Minh Đế an táng ở Cao Bình lăng (高平陵).